# Guy de Montfort (évêque)
Pour les articles homonymes, voir Guy de Montfort.
Guy de Montfort (mort en 1357) est un ecclésiastique qui fut évêque de Saint-Brieuc de 1335 à 1357.

## Biographie
Guy de Montfort est issu de la famille des seigneurs de Montfort. Il est le 3e fils de Raoul V de Montfort, seigneur de Gaël, de Montfort et de Boutavant, et de l'une de ses trois épouses. Chanoine du chapitre de Saint-Brieuc en 1314. Il est à l'origine en 1333 de la chapellenie de Montfort dans la cathédrale. Il est élu évêque en 1335 et il est consacré dans l'église métropolitaine de Tours. En 1341 il se plaint auprès du pape Jean XXII des agissement des officiers ducaux de Jean III de Bretagne contre son église. Le 29 décembre 1352 il est l'un des deux évêques qui scellent le document remis par Jeanne de Penthièvre à l'ambassade conduite par Gauthier de Saint-Pern l'évêque de Vannes et chargée de négocier la libération de Charles de Blois et l'union de l'un de leurs fils avec une fille d'Édouard III d'Angleterre. Il est également à l'origine en 1353 d'une querelle qui éclata entre Henry de Plédran, capitaine briochin, pour la raison qu'il nomma Henry de Plédran capitaine de la tour et manoir et forteresse de Saint-Brieuc. Vexé par cette nomination qui allait à contre-sens des fonctions traditionnelles familiales, Pierre de Boisboissel et ses partisans se rendirent maîtres des lieux. Plédran contre-attaqua et pendant le combat, le feu prit à la tour ainsi qu'à l'église et au manoir épiscopal. Charles de Blois, dont les deux chevaliers tenaient le parti, vint régler le différend par une injonction écrite le 7 décembre 1354.
À sa mort, le siège épiscopal est attribué à Hugues de Montrelais le 21 août 1357.

## Héraldique
Ses armoiries sont : d'argent à la croix ancrée de gueules virolée et givrée d'or.

## Source
- (la) Jean-Barthélemy Hauréau, Gallia Christiana, vol. XIV Provincia Turonensi, Paris, Firmin-Didot, 1856, p. 1094 Ecclesia Briocensis, Episcopi Briocenses XXVI Guido